# 1575 en science
| Années de la science : 1572 - 1573 - 1574 - 1575 - 1576 - 1577 - 1578    |
| Décennies de la science : 1540 - 1550 - 1560 - 1570 - 1580 - 1590 - 1600 |

Cet article présente les faits marquants de l'année 1575 en science.

## Événements
- 16 décembre : tremblement de terre de Valdivia au Chili[1].

- Maurolycus découvre les causes de la myopie et de la presbytie dans la constitution de l'œil[2].
- L’atelier d’imprimerie de Plantin à Anvers renferme 16 presses et réunit 80 ouvriers[3].

- L'astronome Cornelius Gemma publie la première illustration d'une aurore boréale[4]

## Publications

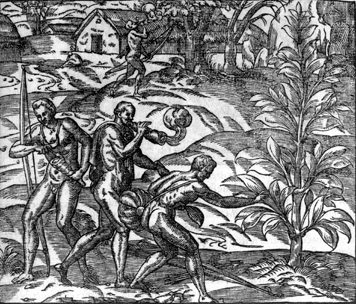
Herbe pétun (Cosmographie universelle)

- Giulio Alessandrini : Salubrium, sive de sanitate tuenda, libri triginta tres (Cologne, 1575). Traité d'hygiène qui est en fait une compilation d'auteurs anciens ;
- Bartholomäus Carrichter
  - Kräuterbuch, 1575, posthume,
  - Practica, 1575, posthume,
- Cornelius Gemma : De naturae divinis characterismis, seu raris & admirandis spectaculis, causis, indiciis, proprietatibus rerum in partibus singulis universi, Anvers, Christophe Plantin.
- Jean Liébault : Quatre Livres des Secrets de Medecine et de la Philosophie Chymique. Esquels sont descrits plusieurs remèdes singuliers pour toutes les maladies tant internes qu'externes du corps humain. Ensemble la manière de distiller eaux, huiles, quintessences de toutes sortes de matières, preparer l'antimoine et la poudre de Mercure, faire les extractions, …. Traduits du latin (de Gasp. Wolf), Paris, 1575, 1579, 1582, in-8° ; Lyon : chez Benoist Rigaud, 1593, 1595 ; Rouen, 1628, 1645, même format ;
- Francesco Maurolico :
  - Arithmeticorum libri duo, 1575. Ce traité renferme de nombreuses formules préfigurant l'analyse spécieuse et contient le premier raisonnement par récurrence,
  - Opuscula mathematica, 1575,
- Antonio Mizauld
  - Artificiosa Methodus comparandorum Hortensium Fructuum, olerum, radicum, vuarum, vinorum, carnium et jusculorum, quae corpus clementer purgent Lutetiae, Fédéric Morel, 1575,
  - Hortorum Secreta, Cultus, et Auxilia, amoen voluptatis, & inenarrabilis utilitatis abunde plena: reramque variarum accessione nunc primum aucta & illustrata. Paris, Fédéric Morel, 1575,
- Ambroise Paré : Œuvres… avec les figures et portraicts tant de l'anatomie que des instruments de chirurgie et de plusieurs monstres. 26 Bände. Gabriel Buon, Paris, 1575 ;
- André Thevet : La cosmographie universelle d'André Thevet, illustrée de diverses figures des choses plus remarquables veuës par l'auteur (2 volumes, 1575). Illustrations sur Gallica et Texte sur Gallica.

## Naissances
- 25 juillet : Christoph Scheiner (mort en 1650), prêtre jésuite, astronome et mathématicien allemand.

- Antonio Bosio (mort en 1629), antiquaire maltais.

## Décès

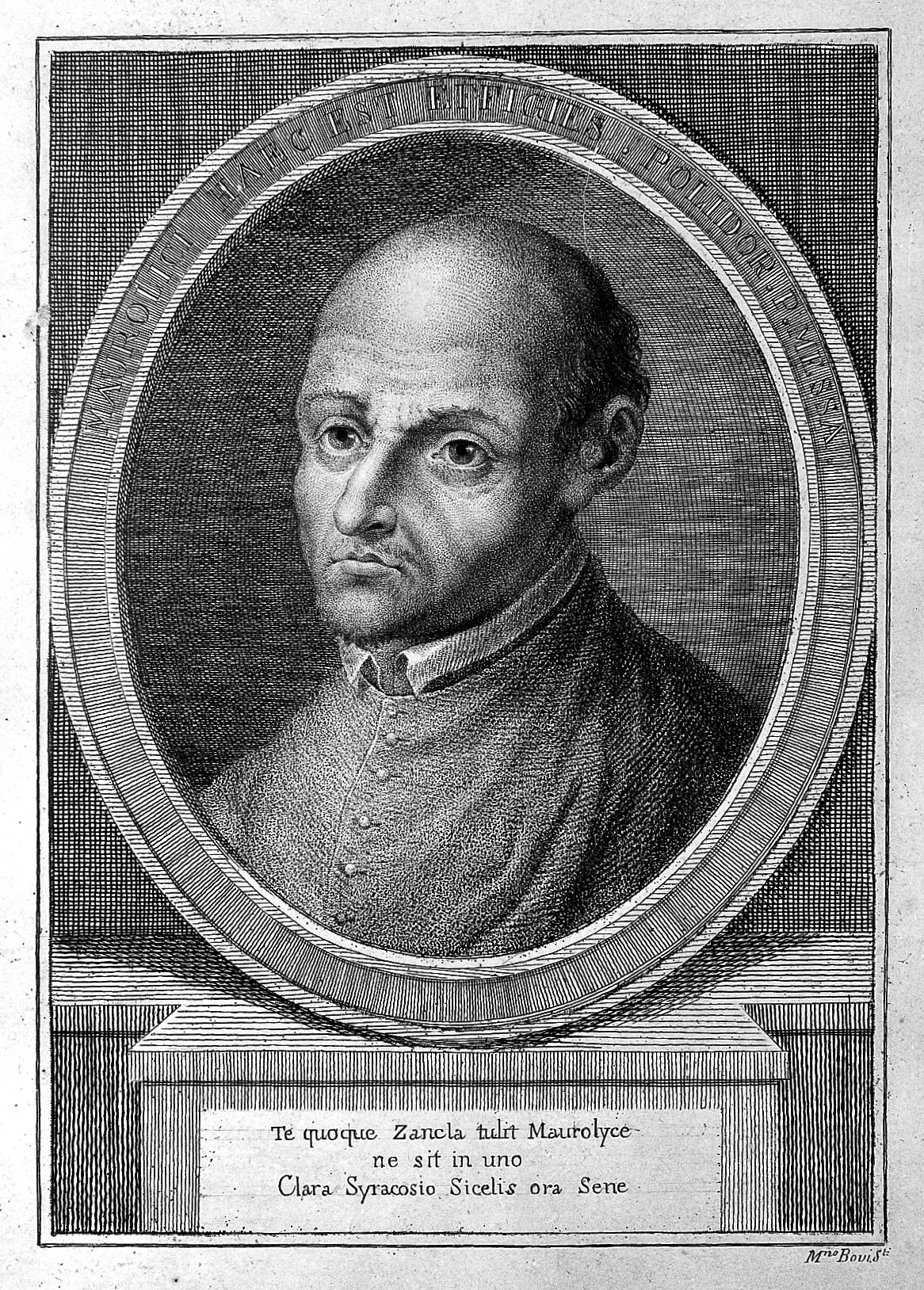
Francesco Maurolico

- 16 juin : Hadrianus Junius (né en 1511), médecin, humaniste et poète hollandais.
- 21 ou 22 juillet : Francesco Maurolico (né en 1494), mathématicien et astronome italien.
- 3 septembre : Federico Commandino (né en 1509), humaniste et mathématicien italien.

- Costanzo Varolio (né en 1543), anatomiste italien.
- Vers 1575 : Jean Brohon, médecin, botaniste et astronome français.